# Emile Carpentier
Emile Désiré Constant Carpentier, ook genaamd Carpentier-Bissé (Antwerpen, 24 juli 1846 - Anderlecht, 27 juli 1899), was een Belgisch industrieel en volksvertegenwoordiger.

## Levensloop
Carpentier was de zoon van de ontvanger van belastingen Joseph Carpentier en van Petronille Coché. 
Hij trouwde met Marie-Louise Bissé.
Hij studeerde wetenschappen aan de ULB (1868-1869) en stichtte de vennootschap Carpentier-Bissé Em. et Cie, Huiles Animales et Produits Chimiques in Anderlecht en later ook in Parijs. Hij bezat ook een drukkerij.
Hij werd gemeenteraadslid van Anderlecht (1879-1899) en was er schepen (1879-1884 en 1894-1899). Hij was ook provincieraadslid in Brabant (1882-1892 en 1896-1899).
In 1892 werd hij liberaal volksvertegenwoordiger voor het arrondissement Brussel, een mandaat dat hij uitoefende tot in 1894.
Hij was actief in het brandweerkorps van Anderlecht en was majoor-commandant van de Burgerwacht in deze gemeente. Hij was ook handelsrechter bij de handelsrechtbank van Brussel.
In Anderlecht is er een Emile Carpentierstraat.